# Кубок світу з біатлону 2020—2021 — етап 9
Дев'ятий етап Кубка світу з біатлону 2020—21 відбувався в Новому-Месті-на-Мораві, Чехія, з 11 по 14 березня 2021 року. До програми етапу було включено 6 гонок: спринти та гонки переслідування у чоловіків та жінок, а також дві змішані естафети.

## Переможці та призери

### Чоловіки
| Гонка:                 | Золото:                   | Час               | Срібло:                      | Час               | Бронза:                | Час               |
| Спринт 10 км           | Кантен Фійон Майє Франція | 22:07.2 (0+0)     | Тар'єй Бо Норвегія           | 22:18.5 (0+0)     | Лукас Гофер Італія     | 22:22.0 (0+0)     |
| Переслідування 12,5 км | Кантен Фійон Майє Франція | 28:46.7 (1+1+0+0) | Йоганнес Тінгнес Бо Норвегія | 28:54.7 (1+0+0+1) | Емільєн Жаклен Франція | 29:01.3 (0+0+1+0) |

### Жінки
| Гонка:               | Золото:                | Час               | Срібло:                    | Час               | Бронза:                   | Час               |
| Спринт 7,5 км        | Тіріль Екгофф Норвегія | 18:11.1 (0+1)     | Деніз Геррманн Німеччина   | 18:17.2 (0+0)     | Доротея Вірер Італія      | 18:21.6 (0+0)     |
| Переслідування 10 км | Тіріль Екгофф Норвегія | 27:13.6 (0+1+0+0) | Дінара Алімбекова Білорусь | 27:48.2 (0+0+0+0) | Франциска Пройс Німеччина | 27:53.8 (0+1+0+1) |

### Змішані естафети
| Гонка:                    | Золото:                                                                      | Час                                                       | Срібло:                                                                                                  | Час                                                       | Бронза:                                                                 | Час                                                       |
| Змішана естафета          | Норвегія Тіріль Екгофф Марте Ольсбу-Рейселанн Тар'єй Бо Йоганнес Бо          | 1:01:24.1 (0+0) (0+0) (0+1) (0+0) (0+0) (0+2) (0+1) (0+0) | Італія Ліза Віттоцці Доротея Вірер Домінік Віндіш Лукас Гофер                                            | 1:02:32.8 (0+2) (0+2) (0+1) (0+1) (0+2) (0+1) (0+0) (0+1) | Швеція Ельвіра Карін Еберг Анна Магнуссон Єспер Нелін Мартін Понсілуома | 1:02:46.8 (0+3) (0+1) (0+1) (0+0) (0+0) (0+1) (0+1) (0+3) |
| Одиночна змішана естафета | Швеція Лінн Перссон Себастьян Самуельссон Лінн Перссон Себастьян Самуельссон | 37:41.4 (0+0) (0+3) (0+1) (0+0) (0+1) (0+1) (0+0) (0+1)   | Норвегія Інгрід-Ланнмарк Тандреволл Стурла Гольм Легрейд Інгрід-Ланнмарк Тандреволл Стурла Гольм Легрейд | 37:42.9 (0+0) (0+2) (0+0) (0+1) (0+1) (0+1) (0+1) (0+0)   | США Сьюзен Данклі Шон Доерті Сьюзен Данклі Шон Доерті                   | 38:07.5 (0+0) (0+3) (0+0) (0+1) (0+1) (0+1)               |